# Butikken
Butikken er en dansk kortfilm fra 2010 med instruktion og manuskript af May Sirkin.

## Handling
Denne artikel mangler et handlingsreferat. Hjælp os med at skrive det.

## Medvirkende
- Margit Watt-Boolsen - Ung kvinde
- Pia Mourier - Ekspedient
- Clara Josephine Haagen - Lille pige
- Lise Wedding - Moderen